# Manuel Roxas
Manuel Acuña Roxas (Roxas, 1º gennaio 1892 – Aeroporto di Clark, 15 aprile 1948) è stato un politico filippino.
È stato il 5º presidente delle Filippine, in carica dal 28 maggio 1946 fino alla sua morte avvenuta il 15 aprile 1948. Il suo mandato è stato inoltre il più breve: 1 anno, 10 mesi e 18 giorni.
Suo nipote, Mar Roxas, è uno dei principali esponenti del Partito Liberale delle Filippine.

## Biografia
Manuel Roxas nacque nel Capodanno del 1892 a Provincia di Capiz, ora chiamata Roxas (Capiz) proprio in suo onore, da Rosario Acuña. Suo padre, Gerardo Acuña Roxas, morì prima che il figlio nascesse. Manuel aveva anche un fratello, Mamerto Roxas, e una sorella, Margarita Roxas.
Frequentò il college presso l'Università di Manila e in seguito studiò giurisprudenza, diventando uno dei primi della sua classe a laurearsi nel 1913. Arrivò primo all'esame di bar svoltosi il medesimo anno. Entrò immediatamente nel mondo della politica e cominciò quella che divenne una carriera (durata fino alla morte) legata al servizio del governo. Nel 1921 venne eletto membro della Camera dei rappresentanti, mentre l'anno seguente divenne Presidente del medesimo organo governativo.
Dopo l'istituzione della Repubblica delle Filippine nel 1935 Roxas divenne membro dell'Assemblea Nazionale e servì come Segretario delle Finanze (1938-1941) durante la presidenza di Manuel Quezón. Dopo che le modifiche alla Costituzione filippina del 1935 vennero approvate nel 1941, nel medesimo anno Roxas venne eletto membro del Senato delle Filippine, ma riuscì a servire il governo solo dopo la Seconda guerra mondiale.

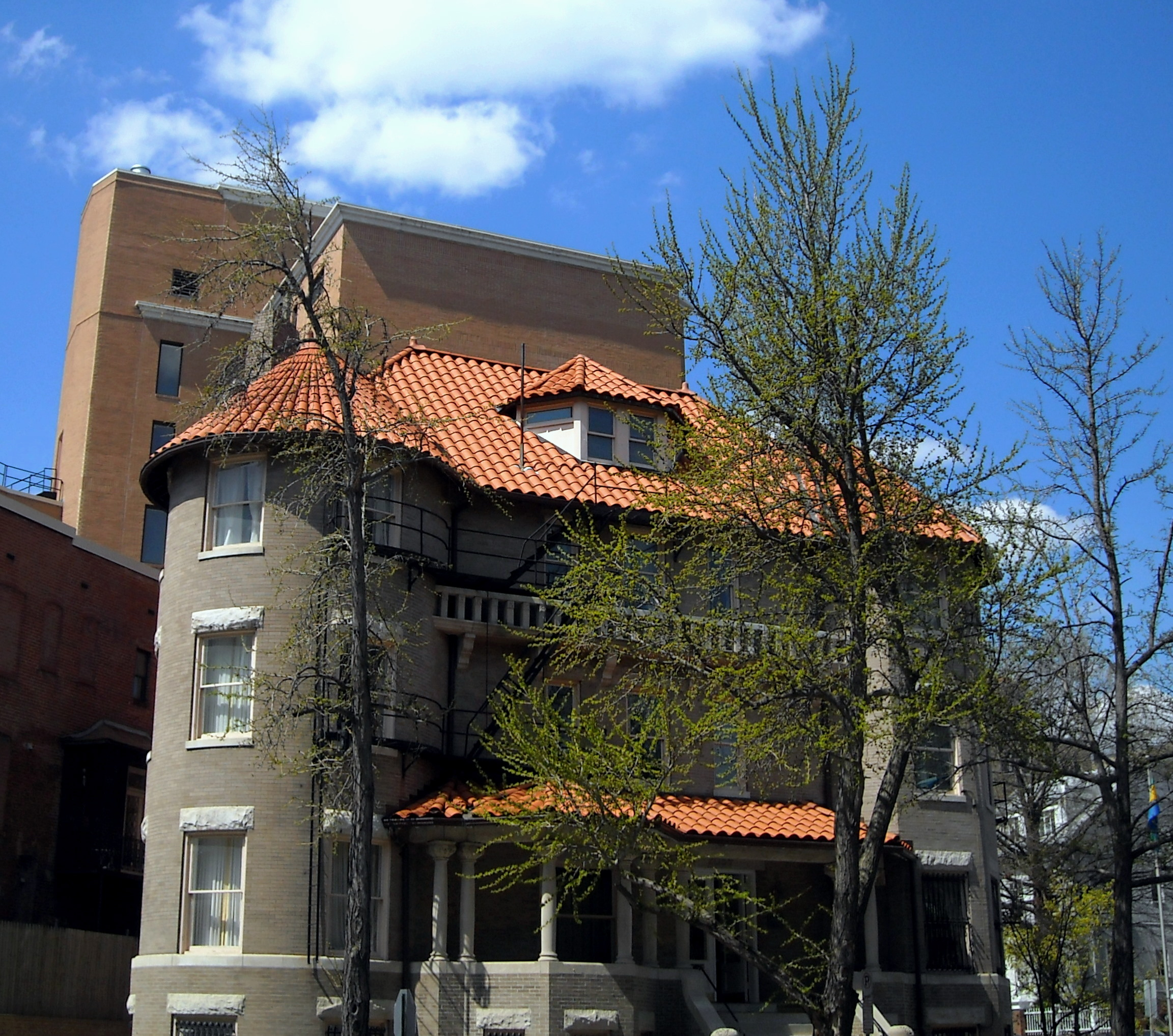
L'ex residenza di Roxas a Washington, D.C..

Dopo aver servito come ufficiale di riserva durante la seconda guerra mondiale, venne nominato ufficiale di collegamento tra il governo del Commonwealth e le forze dell'esercito di Douglas MacArthur.
Massone, fu Maestro venerabile della Makawiwili Lodge No. 55.
Riposa al Manila North Cemetery.

## Onorificenze

### Onorificenze filippine
Personalmente è stato insignito di: